# Hvide Sande Skibs- & Baadebyggeri
Hvide Sande Shipyard, Steel & Service (tidligere A/S Hvide Sande Skibs- & Baadebyggeri) er et dansk skibsværft. Værftet som blev etableret i 1950, er beliggende i Hvide Sande. Værftet udfører blandt andet nybygning af servicefartøjer, færger og andre specialskibe, samt reparation, vedligeholdelse og ombygning af mange andre typer skibe.

## Historie
- 1950 – Hvide Sande Skibs- & Baadebyggeri blev grundlagt i 1950 da datidens fiskere og startede med nybygning og reparation til fiskeflåden, under ledelse af skibsbygger, Carl Erik Kristensen, søn af Johannes Kristensen, der drev Johs. Kristensens Skibsbyggeri.[1]
- 1950–1990 - Der blev kun bygget træskibe, næsten udelukkende til fiskeri.
- 1990 – Værftet laver en ny strategi, og fokuserer på: Fiskeri, færger, arbejdsbåde, bevaringsværdige skibe, samt skibe af træ, stål, aluminium, og glasfiber-armeret plastic.
- 1993 - Værftet leverer Fregatten Sct. Georg III til Tivoli i København.
- 2002 – Værftet begynder med husbåde. I første omgang skal de levere seks luksushusbåde i to etager.
- 2008 - Værftet snævrer sin strategi ind, så den kun omfatter: Nybyg, reparation og stål.

## Erfaring
Værftet har erfaring[kilde mangler] i bl.a.:
- Nybygning af servicefartøjer, færger og andre specialskibe.
- Renovering og vedligehold af sejlskibe.
- Levering stålskrog til værftsindustrien.
- Produktion af transportudstyr og løftegrej.
- Husbåde og andet tømrerarbejde.
- Fendersystemer til servicefartøjer.

## Produktionskapacitet

### Bedding
- Beddingsanlæg med en kapacitet op til 20 enheder.

### Værftets andre faciliteter
- 10 vogne, til skibe.
- 2 vogne med en kapacitet på 450 tons.
- Flere store haller, samt en opvarmet miljøhal.